# Gotšalk Zutphenski
Gotšalk (I.),tudi Gotšalk (I.) Zutphenski  (ok. 1030 – †1064) je bil sin Hermana II. Vestfalskega, za katerega se smatra, da je potomec grofov Hamalandskih. Ime in izvor Gotšalkove matere ostaja neznano. Bil je poročen z  Adelajdo Zutphensko, hčerko naslednico grofa Liudolfa Brauweilerja in Matilde Zutphenske, (domnevne) hčere Otona I. Zutphenskega. 
Gotšalk je bil grof Twenteja, Agradingouwa, Eemsgouwa in Hettergaua ter velikega dela Vestfalije -  polovice sodobne nemške dežele Severno Porenje-Vestfalija. Takrat je Twente pokrival veliko območje, vključno s severozahodnim delom kasnejše grofije Bentheim (sedanja nemška zareza med Twentejem in Drenthejem). Po uporu Godfrida II. Lotarinškega je nasledil Liudolfa kot grofa Grofije Zutphen in nekatere druge njegove funkcije kot: advokata - varuha mesta Münster, Steinfurt, opatije Brauweiler in kapitlja cerkve v Zutphenu. Kot grof Twente je bil tudi gvardijan in praporščak (vojaški poveljnik) škofije Utrecht. Gotšalk je bil ubit v Friziji, v vojski bremenskega škofa Adalberta Bremenskega.
V listini iz leta 1059 Gotšalka imenujejo domini Sutphaniensis oppidi (»gospodar mesta Zutphen«) in zato velja za prednika grofovske družine. Nekoliko vprašljiva je tudi pristnost dokumenta. 

## Gospod Zutphenski
S poroko s sosedo je Gotšalk (I.) postal najpomembnejši plemič v nekdanjem Hamalandu. Grofija v Zutphenu je geografsko usklajena z njegovimi posestmi. Po očetu je verjetno podedoval častne in donosne službe praporščaka in gvardijana škofije Utrecht.
Ni pa imel naslova grof v Zutphenu. Tam se imenuje varuh in " domini Zutphaniensis oppidum " ali gospodar mesta. Je tudi advokat/varuh kolegijske cerkve.

## Boj za desetine
Zaporedni gospodje Zutphena so bili v sporu s škofijo Utrecht glede posesti nekaterih novih desetin v Lochemu in Zieuwentu (Siellandorum), ki bi pripadale cerkvi Zutphen. Ta dolgotrajna afera se razreši leta 1059, ko škof Viljem iz Utrechta daruje desetino Gotšalku (I.). Ta takoj prenese lastnino kapitlju cerkve Zutphen. V zameno da Gotšalk (I.) škofu dvajset podložnikov in deset konjev v Tholreju, Holthuizenu, Tondenu, Hordi, Ratenenu, Warkenu, Zwiepu, Rotheju in Redenu. Cerkev v Zutphenu prejema desetine in dajatve od Rhenena do Arnheima in od Arnheima do Deventerja kot nadomestilo. 

## Nasilna smrt
Od leta 1043 je tlel obsežen in kompleksen spor glede oblasti nad frizijskima grofijama Fivelgo in Hunsingo med hamburškim nadškofom Adalbertom I. in grofi Hermanom III. Werlom, Ekbertom I. Brunswijškim, mejnim grofom Meissna in Godfridom III. Verdunskim, nepriznanim vojvodom Spodnje Lorene. Grof Bernard Werl-Arnsberški pa je dejansko obvladoval Groningen. 
Leta 1063 je hamburški nadškof Adalbert I. videl priložnost za ukrepanje proti grofu Bernardu Werl-Arnsberškemu. Gotšalku (I.) je naročil, naj brani pravice škofije. Verjetno je Adalbert I. obljubil Gotšalku (I.), da bo postal grof v Fivelgu in Hunsingu, če mu uspe premagati Bernharda III. Gotšalk (I.)  je prav tako lahko zahteval pravice do obeh grofij, če je potomec Ekberta (II.) 'Enookega'. V tem primeru je v Friziji imel enake pravice kot hiša Brunswijk. Vojaški pohod proti Bernardu Werl-Arnsberškemu se je končal katastrofalno, saj je bil Gotšalk (I.) ubit.

## Prednik Goorskih, Lonskih/Berških, Teklenburških in Zutphenskih
Po Gotšalkovi smrti je dediščina razdeljena. Najstarejši sin Gevehard je verjetno umrl kmalu po letu 1059, a obstaja domneva, da je prednik grofovske hiše Goorskih.
Najmlajši sin Oton Bogati podeduje pravice v Zutphenu, Agradingauwu in Emsgauwu. Običajno je, da mlajši sinovi posesti podedujejo po svoji materi. Možno je, da Gevehardovi dediči in Oton II . razdelijo grofijo Zutphen in Salland tako, da Dortherbeek tvori novo mejo. Od dediščine Otona II. sta se Agradingauw in Emsgauw pozneje odcepila kot grofija Tecklenburg in pagus Westfalen kot osnova za grofijo Lohn. Domneva se tudi, da je gospostvo Bergh odcepljeno od njene posesti.

## Družina in potomci
Gotšalk je bil poročen z Adelajdo Zutphensko s katero sta imel naslednje potomce:
- Gevehard iz Twente (ok. 1040 – ok. 1060)
- Oton Bogati (ok. 1050 – 1113)
- Gotšalk II. Gennepski
- Heribert Milenski[1]
- morda Humbert (1048–), opat v Paderbornu.